# باول دوجلاس
باول دوجلاس (بالإنجليزية: Paul Douglass)‏ هو كاتب غير روائي ومحامي وصحفي وسياسي أمريكي، ولد في 1905، وتوفي في 1988. حزبياً، نشط في الحزب الجمهوري. وقد انتخب عضو مجلس نواب فيرمونت.